# August Dvorak
August Dvorak (5. maj 1894 – 10. oktober 1975) var uddannelsespsykolog og professor i uddannelse ved University of Washington i Seattle, Washington. Han og hans svoger, William Dealey, er bedst kendt for at have lavet Dvorak Simplified Keyboard i 1930'erne, der var et tastaturlayout, de søgte at erstatte QWERTY-tastaturet med. I 1940'erne udviklede han også et tastaturlayout til betjening med en enkelt hånd.
Sammen med William Dealey, Nellie Merrick og Gertrude Ford skrev han bogen Typewriting Behavior, der blev udgivet i 1936. Bogen, der nu ikke længere bliver trykt, er en dybdegående rapport om psykologien og fysiologien ved maskinskrivning.
August Dvorak var fjernt besægtet med den tjekkiske komponist Antonín Dvořák. Det er værd at bemærke at de to personer udtalte deres navne forskelligt, nemlig henholdsvist som [ˈdvɔr̝ɑːk] for Antonín Dvořáks navn og [dvoɹæk] for August Dvoraks amerikanske slægt.
August Dvorak og hans kone Hermione var gift i over 50 år. Han blev pensioneret fra den USAs flåde som ubådskaptajn og levede i sine senere år i Seattle, hvor han passede sin blomsterhave og sine blåbærbuske.

## Eksterne kilder
- Fotografi: August Dvorak og maskinskrivningskursus ved University of Washington, Seattle Arkiveret 14. september 2007 hos  Wayback Machine, 14. november 1932